# Ligne Bolchaïa Koltsevaïa
La ligne Bolchaïa Koltsevaïa (russe : Большая кольцевая линия), littéralement Grande Ligne Circulaire, numérotée ligne 11, est une ligne de métro du métro de Moscou. Elle est conçue pour être la troisième ligne circulaire du réseau en plus de la ligne Koltsevaïa et de la ceinture centrale de Moscou, avec une branche temporaire à la station Delovoï tsentr à Moskva-City.

## Histoire
La première section de la ligne ouvre le 26 février 2018. Le 27 mars 2020, un tronçon de 4 stations est ouvert à l'est. Le 7 décembre 2021, dix nouvelles stations sont inaugurées sur vingt kilomètres supplémentaires de ligne, soit l'extension du métro de Moscou la plus importante en nombre de stations ouvertes simultanément[réf. souhaitée].
Achevée totalement et inaugurée le 1er mars 2023, la ligne comprend 31 stations dont trois de la Ligne Kakhovskaïa existante. La ligne comprend en tout 70 kilomètres de voies commerciales. En novembre 2017, la ville a estimé le coût total du projet à 501 milliards de roubles. Cela était en hausse par rapport aux estimations antérieures de 378,9 milliards de roubles.
D'abord connue sous le nom de « Troisième pourtour de correspondance » (russe : Третий пересадочный контур), la ville a adopté « Grande Ligne Circulaire » (GLC) comme nom officiel de la ligne après un vote via le portail web Active Citizen.

### Chronologie
| Segment                                                                                      | Date d'ouverture | Longueur |
| -------------------------------------------------------------------------------------------- | ---------------- | -------- |
| Kachirskaïa – Kakhovskaïa (Ligne Kakhovskaïa)                                                | 11 août 1969     | 3,3 km   |
| Delovoy Tsentr - Petrovsky Park                                                              | 26 février 2018  |          |
| Fermeture temporaire du tronçon de la Ligne Kakhovskaïa                                      | 26 octobre 2019  | –        |
| Savyolovskaya – Elektrozavodskaïa Nizhegorodskaya – Kakhovskaïa Bouclage complet de la ligne | 1er mars 2023    | 18,9 km  |
| Total                                                                                        | 31 Stations      | 62,5 km  |

## Stations et correspondances
| №  | Station                | Nom russe            | Nom anglais          | Correspondances               | Date d'ouverture |
| -- | ---------------------- | -------------------- | -------------------- | ----------------------------- | ---------------- |
| 11 | Khorochiovskaïa        | Хорошёвская          | Khoroshevskaya       | Polejaïevskaïa Khorochiovo    | 26 février 2018  |
| 11 | CSKA                   | ЦСКА                 | CSKA                 |                               | 26 février 2018  |
| 11 | Petrovski park         | Петровский парк      | Petrovsky Park       | Dinamo                        | 26 février 2018  |
| 11 | Saviolovskaïa          | Савёловская          | Savelovskaya         | Saviolovskaïa                 | 30 décembre 2018 |
| 11 | Marina Rochtcha        | Марьина роща         | Maryina Roshcha      | Marina Rochtcha               | 1 mars 2023      |
| 11 | Rijskaïa               | Рижская              | Rizhskaya            | Rijskaïa                      | 1 mars 2023      |
| 11 | Sokolniki              | Сокольники           | Sokolniki            | Sokolniki Mitkovo             | 1 mars 2023      |
| 11 | Elektrozavodskaïa      | Электрозаводская     | Elektrozavodskaya    | Elektrozavodskaïa             | 31 décembre 2020 |
| 11 | Lefortovo              | Лефортово            | Lefortovo            | Sortirovochnaïa               | 27 mars 2020     |
| 11 | Aviamotornaïa          | Авиамоторная         | Aviamotornaya        | Aviamotornaïa                 | 27 mars 2020     |
| 11 | Nijegorodskaïa         | Нижегородская        | Nizhegorodskaya      | Nijegorodskaïa Nijegorodskaïa | 27 mars 2020     |
| 11 | Tekstilchtchiki        | Текстильщики         | Tekstilshchiki       | Tekstilchtchiki               | 1 mars 2023      |
| 11 | Petchatniki            | Печатники            | Pechatniki           | Petchatniki                   | 1 mars 2023      |
| 11 | Nagatinski Zaton       | Нагатинский Затон    | Nagatinsky Zaton     |                               | 1 mars 2023      |
| 11 | Klenovy boulvar        | Кленовый бульвар     | Klenovy Bulvar       |                               | 1 mars 2023      |
| 11 | Kachirskaïa            | Каширская            | Kashirskaya          | Kachirskaïa                   | 11 août 1969     |
| 11 | Varchavskaïa           | Варшавская           | Varshavskaya         |                               | 11 août 1969     |
| 11 | Kakhovskaïa            | Каховская            | Kakhovskaya          | Sevastopolskaïa               | 11 août 1969     |
| 11 | Ziouzino               | Зюзино               | Zyuzino              |                               | 7 décembre 2021  |
| 11 | Vorontsovskaïa         | Воронцовская         | Vorontsovskaya       | Kaloujskaïa                   | 7 décembre 2021  |
| 11 | Novatorskaïa           | Новаторская          | Novatorskaya         | Novatorskaïa                  | 7 décembre 2021  |
| 11 | Prospekt Vernadskogo   | Проспект Вернадского | Prospekt Vernadskogo | Prospekt Vernadskogo          | 7 décembre 2021  |
| 11 | Mitchourinski prospekt | Мичуринский проспект | Michurinsky Prospekt | Mitchourinski prospekt        | 7 décembre 2021  |
| 11 | Aminevskaïa            | Аминьевская          | Aminevskaya          | Aminevskaïa                   | 7 décembre 2021  |
| 11 | Davydkovo              | Давыдково            | Davydkovo            |                               | 7 décembre 2021  |
| 11 | Kountsevskaïa          | Кунцевская           | Kuntsevskaya         | Kountsevskaïa                 | 7 décembre 2021  |
| 11 | Terekhovo              | Терехово             | Terekhovo            |                               | 7 décembre 2021  |
| 11 | Mniovniki              | Мневники             | Mnyovniki            |                               | 1 avril 2021     |
| 11 | Narodnoe Opolchenïe    | Народное ополчение   | Narodnoe Opolchenie  |                               | 1 avril 2021     |